# باب کیسی جونیور
باب کیسی جونیور (به انگلیسی: Bob Casey, Jr.) (زادهٔ ۱۳ آوریل ۱۹۶۰) سناتور ایالت پنسیلوانیا در سنای ایالات متحده آمریکا است که برای نخستین‌بار در ۳ ژانویه ۲۰۰۷ به‌عضویت این مجلس درآمد. وی در زمرهٔ سناتورهای گروه اول است که تنها دو سال در سنا حضور دارند و در انتخابات بعدی نیز مجدداً می‌توانند شرکت کنند و تا تاریخ ۳ ژانویه ۲۰۱۹ در این مجلس خواهد بود.